# Coupe latine (beach soccer)
Pour les articles homonymes, voir Coupe latine.
La Coupe latine est une compétition internationale de beach soccer. Elle se déroule tous les ans depuis 1998, sauf en 2007 et 2008, et met aux prises les nations d'Amérique du Sud et d'Europe latine.

## Palmarès
Palmarès de la compétition : par édition et nation.

### Par édition
| #  | Édition | Lieu              | Vainqueur | 2e        | 3e        | 4e        |
| -- | ------- | ----------------- | --------- | --------- | --------- | --------- |
| 1  | 1998    | Vitória           | Brésil    | Portugal  | Espagne   | France    |
| 2  | 1999    | São Paulo         | Brésil    | Portugal  | Espagne   | Argentine |
| 3  | 2000    | Salvador de Bahia | Portugal  | Espagne   | Brésil    | Uruguay   |
| 4  | 2001    | Vitória           | Brésil    | Portugal  | Uruguay   | Argentine |
| 5  | 2002    | Vitória           | Brésil    | Portugal  | Uruguay   | Argentine |
| 6  | 2003    | Vitória           | Brésil    | Portugal  | Argentine | Canada    |
| 7  | 2004    | Vitória           | Brésil    | Espagne   | Uruguay   | Argentine |
| 8  | 2005    | Fortaleza         | Brésil    | Uruguay   | Portugal  | Argentine |
| 9  | 2006    | Santa Catarina    | Brésil    | Argentine | Espagne   | Uruguay   |
| 10 | 2009    |                   | Brésil    | Chili     | Argentine | Uruguay   |
| 11 | 2010    | Goiás             | Chili     | Brésil    | Argentine | Uruguay   |
| 12 | 2011    | Goiás             | Uruguay   | Brésil    | Mexique   | Argentine |

### Par nation
| Équipe    | Titres                                                 | Deuxième                       | Troisième          | Quatrième                            |
| --------- | ------------------------------------------------------ | ------------------------------ | ------------------ | ------------------------------------ |
| Brésil    | · 1998, 1999, 2001, 2002, 2003, 2004, 2005, 2006, 2009 | · 2010, 2011                   | · 2000             | -                                    |
| Portugal  | · 2000                                                 | · 1998, 1999, 2001, 2002, 2003 | · 2005             | -                                    |
| Uruguay   | · 2011                                                 | · 2005                         | · 2001, 2002, 2004 | 4 2000, 2006, 2009, 2010             |
| Chili     | · 2010                                                 | · 2009                         | -                  | -                                    |
| Espagne   | -                                                      | · 2000, 2004                   | · 1998, 1999, 2006 | -                                    |
| Argentine | -                                                      | · 2006                         | · 2003, 2009, 2010 | 6 1999, 2001, 2002, 2004, 2005, 2011 |
| Mexique   | -                                                      | -                              | · 2011             | -                                    |
| France    | -                                                      | -                              | -                  | 1 1998                               |
| Canada    | -                                                      | -                              | -                  | 1 2003                               |